# Georgina Osorio
Georgina Osorio Sandoval (nacida el 12 de noviembre de 1958) es una arquitecta y exnadadora panameña. 

## Biografía
Osorio fue la primera nadadora panameña en participar en Juegos Olímpicos, con 17 años y 249 días de edad. Compitió en tres eventos en los Juegos Olímpicos de Montreal 1976. En los 100 metros de estilo libre quedó en la posición 44.°, y en los 200 metros de estilo libre quedó en la posición 37.°. En los 400 metros de estilo libre quedó en la 32.° posición.